# Make America Crip Again
"Make America Crip Again" (também conhecido pela abreviação "M.A.C.A") é o segundo extended play do rapper estadunidense Snoop Dogg. Foi lançado em 27 de outubro de 2017 no Estados Unidos, pela editoras discográficas Doggystyle Records e Empire Distribution. o EP contam participações especiais de Chris Brown, O.T. Genasis, October London, entre outros artistas. A produção ficou por conta de Kid Capri, Dâm-Funk, entre outros. Os singles "Dis Finna Be a Breeze!" e "M.A.C.A." forma lançados como suporte para o álbum.

## Antecedentes
O título do EP "Make America Crip Again" faz referência ao slogan de campanha do então presidente estadunidense Donald Trump, no qual ele usava a frase "Make America Great Again".

## Arte da capa
Duas artes oficias foram lançadas para o EP, a primeira na versão MP3 apresenta um boné de beisebol azul com as palavras "Make America Crip Again". 
A segunda arte oficial foi lançada em 31 de outubro de 2017, apresenta Snoop Dogg atrás de um cadáver com uma etiqueta de identificação que diz "Trump". A capa é uma homenagem ao álbum Death Certificate lançado em 1991, pelo rapper Ice Cube.

## Singles
Dois singles foram lançados junto ao EP, sendo eles "Dis Finna Be a Breeze!" e "M.A.C.A".

## Faixas
| Make America Crip Again |                                                |                                      |         |  |
| N.º                     | Título                                         | Produtores                           | Duração |  |
| 1.                      | "M.A.C.A."                                     | Ben Billions Schife [a]              | 3:17    |  |
| 2.                      | "3's Company" (com Chris Brown e O.T. Genasis) | Don City                             | 4:05    |  |
| 3.                      | "Good Foot"                                    | Kid Capri                            | 3:31    |  |
| 4.                      | "Dis Finna Be a Breeze!" (com Ha Ha Davis)     | Niggarachi Mars [a] Franco Valli [a] | 2:47    |  |
| 5.                      | "None of Mine"                                 | Ben Billions                         | 3:20    |  |
| 6.                      | "My Last Name" (com October London)            | Los                                  | 3:13    |  |
| 7.                      | "SportsCenter (Remix)" (com DesignerFlow)      | Kym Williams                         | 4:34    |  |
| 8.                      | "Fly Away" (com Shon Lawon)                    | Dâm-Funk                             | 4:39    |  |
| Duração total:          | Duração total:                                 | Duração total:                       | 29:26   |  |

Notes
- ↑[a]  significa co-produtor

Sample usados
- "M.A.C.A." usa samples de "La Di Da Di", de Doug E. Fresh e MC Ricky D e interpolações da canção "Hey Young World", de Slick Rick.[10][11]

## Histórico de lançamento
| País           | Data                  | Formato                         | editora discográfica                   | Referência |
| -------------- | --------------------- | ------------------------------- | -------------------------------------- | ---------- |
| Estados Unidos | 27 de outubro de 2017 | descarga digital fluxo de mídia | Doggystyle Records Empire Distribution | [ 1 ]      |